# Abraham Adelsberger
Abraham Adelsberger (* 23. April 1863 in Hockenheim; † 24. August 1940 in Amsterdam) war ein deutscher Fabrikant, Kommerzienrat und Kunstsammler.

## Leben
Adelsberger ließ sich 1897 in Nürnberg nieder. Seine Frau Clothilde, die er 1893 heiratete, stammte aus Fürth. Die beiden hatten zwei Kinder, Paul und Sofie. Adelsberger betrieb bis in die 1930er Jahre eine Hopfenhandlung. Außerdem war er zunächst Teilhaber, später Alleininhaber der Blechspielwarenfabrik „Heinrich Fischer & Cie“. Das exportorientierte Unternehmen mit etwa 300 Mitarbeitern fertigte vor allem bewegliches Spielzeug mit Schwungrad- oder Uhrwerksantrieb. Im Jahre 1909 wurde er in die Nürnberger Freimaurerloge Albrecht Dürer aufgenommen.

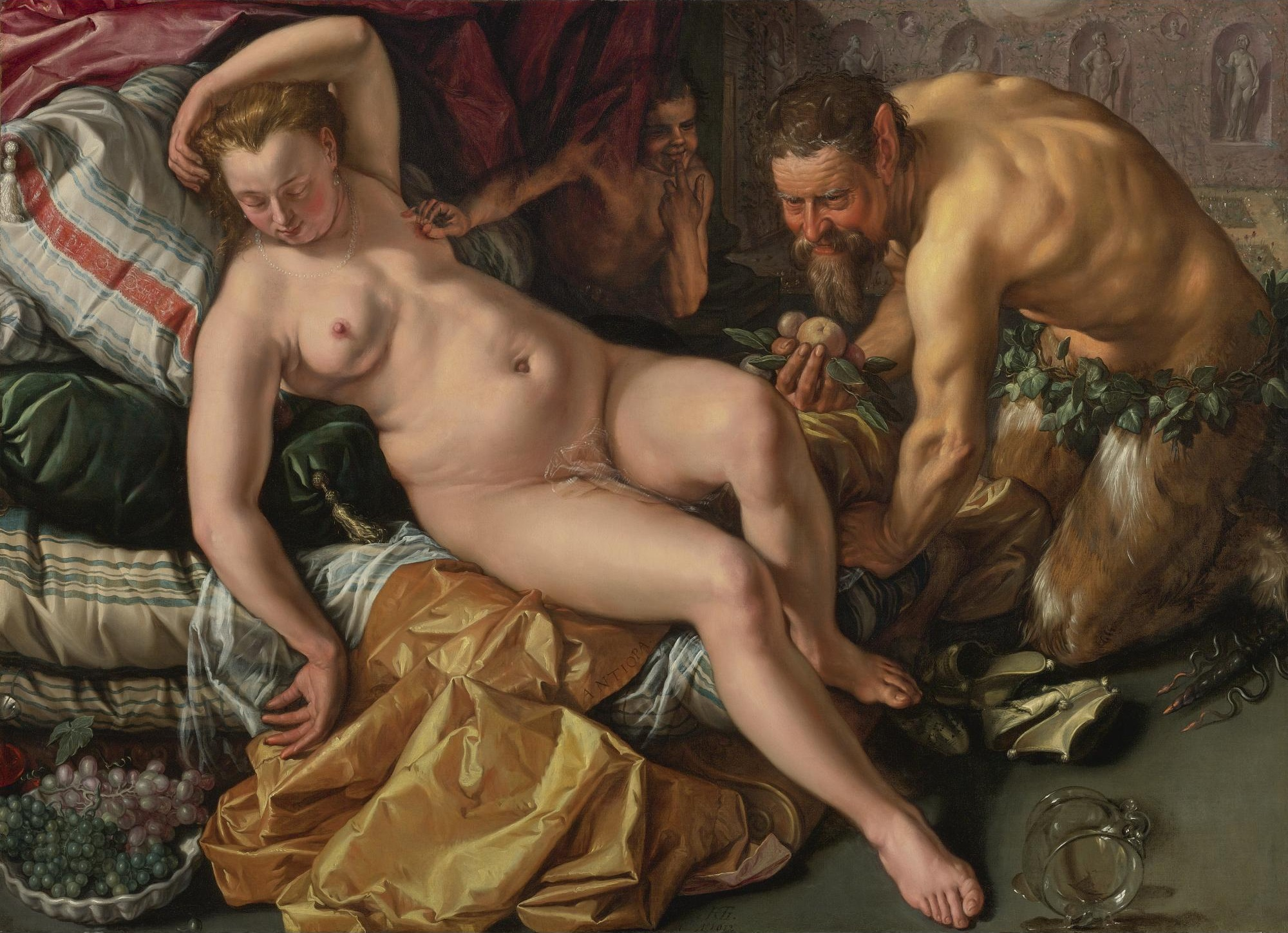
„Jupiter and Antiope“ von Hendrick Goltzius

Aufgrund des wirtschaftlichen Erfolgs seines Unternehmens konnte Adelsberger eine großzügige Stadtvilla errichten und eine Kunstsammlung mit Porzellan und Werken aus dem 19. Jahrhundert aufbauen. Der wohlhabende Fabrikant sammelte wertvolle Gemälde, unter anderem Werke von Peter Paul Rubens, Gustav Schönleber, Georg Jakobides, Carl Spitzweg, Paul Weber; das Gemälde „Jupiter und Antiope“ des niederländischen Malers Hendrick Goltzius befand sich ebenfalls in seiner Sammlung.
Schon vor der Weltwirtschaftskrise geriet der exportorientierte Unternehmer in finanzielle Schwierigkeiten. Er nahm bereits 1927/28 für 600.000 Reichsmark Kredite auf und überließ dem Kreditgeber als Sicherheit Teile seiner Immobilien und einen kleinen Teil seiner Privatsammlung. 1930 und 1931 bot er Gemälde, unter anderem „Jupiter und Antiope“, in München ohne Erfolg zur Versteigerung an, wohl weil er zu hohe Verkaufspreise ansetzte. 1937 musste Adelsberger sein Haus und andere Immobilien veräußern; seine Spielwarenfabrik wurde arisiert.
Obwohl sein Sohn Paul bereits 1934 nach Amerika emigriert und seine Tochter Sofie mit ihrem Ehemann nach Amsterdam geflüchtet war, blieben Adelsberger und seine Frau in Nürnberg. Erst 1939 flohen sie nach Amsterdam zu ihrer Tochter. Adelsberger führte bei seiner Flucht einige wenige Kunstwerke, unter anderem das Gemälde von Goltzius, mit sich. Im August 1940 starb Abraham Adelsberger in Amsterdam. 1941 brachte Hermann Göring sich per Zwangsverkauf in den Besitz des Bildes, um damit seinen Landsitz Carinhall zu schmücken. Adelsbergers Ehefrau wurde 1943 in das Konzentrationslager Bergen-Belsen deportiert. Sie überlebte den Holocaust und stellte nach dem Zweiten Weltkrieg Wiedergutmachungsanträge, in denen die Kunstsammlung ihres Ehemannes aber nur eine Nebenrolle spielten. Das Gemälde „Jupiter und Antiope“ erhielt sie nicht zurück, es blieb in den Niederlanden. 2009 wurde es von der niederländischen Regierung an die Erben Adelsbergers zurückgegeben und 2010 vom Auktionshaus Sotheby’s für 6,8 Millionen Dollar versteigert.